# Argia cupraurea
Argia cupraurea – gatunek ważki z rodziny łątkowatych (Coenagrionidae). Występuje na terenie Ameryki Południowej i Ameryki Środkowej.